# Dañs tro/Gavotte du Bas-Leon
Die Gavotte du Bas-Léon ist ein bretonischer Reihen- oder Kreistanz aus der Gegend von Léon. Genauer wird diese Gavotte als Gavotte du Bas-Léon mode Plouarzel bezeichnet.
Die Gavotte du Bas-Léon ist eine Variante des Dañs tro. Bis ca. 1950 wurde diese Gavotte regelmäßig getanzt, bis sie nur noch von den Älteren zu besonderen Anlässen getanzt wurde. Von der Gavotte du Bas-Léon wurden in den 1970er Jahren nur Reste entdeckt. Zur Beschreibung wurden Tänzer beobachtet, welche über 80 Jahre alt waren.

## Entwicklung
In den Aufzeichnungen ist ersichtlich, dass dieser Tanz um 1850 in der Gegend um Plouarzel sehr beliebt war. Es ist nicht dokumentiert, ob dies ein traditioneller Tanz ist oder aus dem 17. Jahrhundert aus einer anderen Gegend adaptiert wurde.

## Ausgangsposition
Die Personen stehen Seite an Seite im Kreis oder in der Kette. Die Personen (Männer und Frauen abwechselnd) halten sich an den Händen fest.

## Grundschritt und Choreographie

Grundschritt Gavotte

Der Grundschritt ist mit dem Grundschritt der Gavotte des Montagnes identisch, unterscheidet sich in der Choreographie bzw. Orientierung.
Musikalisch besteht der Grundschritt aus 8 Schlägen, mit einem Zwischenschritt zwischen 3 und 4, sowie einer Pause auf 8.
1. Linker Fuß nach links, wobei die Fußspitze nach links orientiert ist.
2. Rechter Fuß ran
3. Linker Fuß nach links mit Orientierung nach rechts, sowohl der Fußspitze als auch des Oberkörpers.
  1. Rechter Fuß wird ran geholt und ist auch nach rechts orientiert
4. Linker Fuß nach links; Fußspitze ist in die Mitte orientiert, während Oberkörper weiter nach rechts orientiert ist
5. Rechter Fuß wird ran geholt, ist auch zur Mitte ausgerichtet; der Körper wird auch zur Mitte ausgerichtet
6. Linker Fuß nach links; Fußspitzer leicht nach links orientiert.
7. Rechter Fuß wird vor die Tanzlinie gesetzt (in Kreismitte)
8. Linker Fuß wird mit der Fußspitze auf der Tanzlinie ohne Gewicht aufsetzen

Charakteristisch für die Gavotte du Bas-Léon ist die begleitende Körperbewegung. Die Schritte „3-und-4“ werden rückwärts gesetzt, hierzu wird der Unterkörper etwas gedreht. Der 7. Schritt wird deutlich in die Kreismitte gesetzt und der Oberkörper beugt sich nach vorne.
Die Arme schwingen rhythmisch zur Melodie.
Die Ausrichtung des Oberkörpers ändert sich während des Tanzes:
- nach links ausgerichtet: 1, 2, 6, 7, 8
- nach rechts ausgerichtet: 3 und 4
- zur Mitte ausgerichtet: 5

## Stil
Die Schritte werden flach durchgeführt, mit einer Überhöhung des Körpers auf den Zählzeiten 7–8, die durch Bewegung der Arme unterstützt wird. Der Oberkörper beugt sich auf 7–8 nach vorne.
Die Bewegung ist fließend, ohne sprunghafte Bewegungen.